# 伊号第四十五潜水艦
| 佐世保沖で公試中の伊45 |                                                                              |
| 艦歴                   |                                                                              |
| 計画                   | 昭和17年度計画（マル急計画）                                                 |
| 起工                   | 1942年7月15日                                                                |
| 進水                   | 1943年3月6日                                                                 |
| 就役                   | 1943年12月28日                                                               |
| その後                 | 1944年10月28日戦没                                                           |
| 除籍                   | 1945年3月10日                                                                |
| 性能諸元               |                                                                              |
| 排水量                 | 基準：2,230トン 常備：2,624トン 水中：3,700トン                              |
| 全長                   | 108.7m                                                                       |
| 全幅                   | 9.30m                                                                        |
| 吃水                   | 5.20m                                                                        |
| 機関                   | 艦本式1号甲10型ディーゼル2基2軸 水上：11,000馬力 水中：2,000馬力             |
| 速力                   | 水上：23.5kt 水中：8.0kt                                                     |
| 航続距離               | 水上：16ktで14,000海里 水中：3ktで96海里                                     |
| 燃料                   | 重油                                                                         |
| 乗員                   | 94名                                                                         |
| 兵装                   | 40口径14cm単装砲1門 25mm機銃連装1基2挺 53cm魚雷発射管 艦首6門 九五式魚雷17本 |
| 航空機                 | 零式小型水上偵察機1機 （呉式1号4型射出機1基）                                |
| 備考                   | 安全潜航深度：100m                                                           |

伊号第四十五潜水艦（いごうだいよんじゅうごせんすいかん、旧字体：伊號第四十五潜水艦）は、日本海軍の潜水艦。伊四十型潜水艦（巡潜乙型改一）の6番艦である。ただし、艦艇類別等級別表においては伊十七型潜水艦の26番艦。1944年（昭和19年）、フィリピン方面で戦没。

## 艦歴
- 1941年 - マル急計画第375号艦。
- 1942年7月15日 - 佐世保海軍工廠で起工。
- 1943年3月6日 - 進水。
  - 12月28日 - 竣工。横須賀鎮守府籍。
- 1944年3月25日 - 第15潜水隊に編入、呉を出港。
  - 4月5日 - マーシャル諸島方面で爆撃を受け損傷。呉海軍工廠で修理。
  - 6月28日 - 横須賀を出港、テニアン島へ運貨筒を輸送する計画だったが失敗。
  - 10月13日 - 呉を出港、フィリピン方面へ向かう。
  - 10月25日 - フィリピン東方にて消息を絶つ[4]。
  - 10月28日 - レイテ島東方で米護衛駆逐艦エヴァソールを撃沈するが、米護衛駆逐艦ホワイトハースト（英語版）の攻撃を受け沈没。乗員104名全員戦死。
  - 11月18日 - 帰投予定であったが未帰還[4]。
  - 12月2日 - フィリピン方面で喪失と認定[4]。
- 1945年3月10日 - 除籍[5]。

撃沈総数1隻、撃沈トン数1,350トン。

## 歴代艦長
※『艦長たちの軍艦史』414-415頁による。

### 艤装員長
1. 田上明次 中佐：1943年10月15日 -

### 艦長
1. 田上明次 中佐：1943年12月28日 -
2. 関戸好蜜 少佐：1944年6月10日 -
3. 河島守 大尉：1944年9月5日 -